# Diacme phyllisalis
Diacme phyllisalis là một loài bướm đêm trong họ Crambidae.